# Cadro
Cadro est un quartier de la ville de Lugano (Suisse) et une ancienne commune suisse du canton du Tessin.

## Histoire
Le 14 avril 2013, les communes de Bogno, Cadro, Carona, Certara, Cimadera, Sonvico et Valcolla sont intégrées à celle de Lugano. Son ancien numéro OFS est le 5163.

## Bâtiments cantonaux
Le complexe carcéral tessinois composé du pénitencier de La Stampa et de la prison La Farera est situé dans le quartier,. Les deux établissements peuvent accueillir 252 détenus - que ceux-ci soient des hommes, des femmes ou des mineurs - pour de la détention préventive, de l'exécution de peine, de traitement thérapeutique institutionnel ou de l'internement.

Vue aérienne (1948)